# Sérgio Leite (futebolista)
Sérgio Leite (Porto,16 de Agosto 1979) é um ex-profissional de futebol e jogava na posiçao de guarda-redes.
Foi internacional por Portugal nas selecções nacionais e, todos os escalões até aos Sub-21 e selecção "B", somando um total de 93 internacionalizações.
Formado nas escolas do Boavista F.C. desde dos 10 anos até ao futebol profissional,iniciou-se no F. C. Lapa com sete anos, um clube do centro da cidade do Porto.
Foi campeão da Europa Sub-16 e Vice-Campeão Europeu Sub-18, juntamente com Simão, Hugo Leal, Caneira, Ednilson, Ricardo Esteves, Pedro Mendes, entre outros, treinado pelo Prof. Agostinho Oliveira.
Participou ainda no Campeonato do Mundo Sub-20 na Nigéria 1999,equipa treinada pelo Prof. Jesualdo Ferreira e Sérgio Leite foi considerado dos melhores jogadores da prova.
No conceituado Torneio de Toulon Sub-20, o nome de Sérgio Leite consta na história da competição com o título de Melhor Guarda-Redes em 2000.
Efectuou o seu último jogo pela selecção em 2003, no Campeonato da Europa de Esperanças na Suíça, onde foi capitão de equipa de Helder Postiga, Hugo Viana, Paulo Ferreira, Miguel, Bruno Alves, Tiago, Cândido Costa, entre outros.
Ainda no Boavista F. C., foi emprestado a várias equipas em Portugal, FC Maia, S. C. Espinho, F. C. Penafiel e F. C. Leça, transferindo-se para o Charlton AFC, clube inglês da exigente Premiership em 2004, tornando-se o primeiro guarda redes português a jogar em Inglaterra, para sair da sombra de Ricardo, amigo e actual titular da Selecção Nacional "A", para trás ficaram treze anos de ligação ao Boavista F. C. e um título de Vice-Campeão Nacional.
Jogou ainda na AD Ovarense, em Portugal e depois de ter sido eleito o melhor guarda redes da 2ª liga em volta a Inglaterra em 2005-2006 ao Hull City AFC, Championship Division. Uma pequena lesão num antebraço, no último terço do campeonato, provocou a rescisão de contrato com o Hull City AFC. Retoma a carreira na Roménia, sendo o 1º guarda-redes português a jogar no Campeonato Romeno, ao serviço do FC Vaslui da 1ª Liga, onde apenas jogou quatro meses, mudando-se para o FC Brasov.
No Verão de 2007 muda-se para o Chipre, para o Atromitos de Pafos, sendo novamente o 1ª guarda-redes português a assinar por um clube cipriota e com sucesso visto ter conseguido a subida de divisão.
Em 2008-2009 assina pelo Boavista F.C.  regressando a casa e ao futebol português.
Com o histórico clube mergulhado numa grave crise financeira e com a mudança de treinadores ainda antes do inicio do campeonato, o Boavista F.C. acaba por fazer um campeonato cheio de dificuldades durante a época contudo Sérgio Leite realizou grandes exibições contribuindo por inúmeras vezes para os pontos alcançados durante a época, isto apesar da descida de divisão.
Como o Boavista F.C. no final de época se encontrava sem rumo e com o futuro indefinido, assistiu-se à debandada do plantel, e  em Agosto de 2009, e com grande surpresa, Sérgio Leite assina por uma época com o Gondomar S.C., um dos clubes mais carismáticos da cidade do Porto, fazendo a sua estreia na 2ª B.
Em 2010, torna-se empresário e cria uma empresa de agenciamento de jogadores e treinadores de futebol a slworldteam.
Com uma rede repleta de contactos nacionais e internacionais, o conhecimento em línguas, a experiência futebolística e a grande credibilidade junto de clubes e jogadores foram indicadores mais que suficientes para que em pouco tempo o seu nome estivesse ligado a transferências nacionais e internacionais.
Foi responsável entre outros por: Marcinho (Apoel e Levski),Jorge Costa (AEL),Cristóvão Ramos e Nuno Pinto (Levski Sofia),Rivaldo e Meyong(Kabuscorp), Bruno Vale (Apollon),Hugo Marques (1ºAgosto),Cláudio(Petro Luanda),Modesto (Olympiakos da Grécia e mais recentemente a colocação de uma guarda redes de um clube de menor dimensão do(U.Nogueirense FC) para o S.L. Benfica, o jovem André Ferreira.
Com uma elevada organização, rigor e estrutura empresarial, Sérgio Leite é uma referencia na formação de jovens talentos fazendo a ponte para o futebol profissional.